# Hédi Annabi
Hédi Annabi (4. september 1944 – 12. januar 2010) var en tunesisk diplomat. Han var assisterende generalsekretær i FN's afdeling for fredsbevarende operationer fra 1997 til 2007.

## Død
Efter jordskælvet i Haiti den 12. januar 2010, var Hédi Annabi rapporteret savnet, i Christopher Hotel som var FN's hovedkvarter i Haiti. Selv om at Haitis præsident René Préval, tidligere havde bekræftet at Hédi Annabi var død, var han dog meldt savnet indtil den 16. januar 2010, hvor man officielt erklærede ham for død, efter at man havde fundet hans lig i ruinerne af bygninger i Port-au-Prince. Da jordskælvet skete, var han til møde med en kinesisk delegation.
1. ↑  Navnet er anført på svensk og stammer fra Wikidata hvor navnet endnu ikke findes på dansk.
2. ↑  Navnet er anført på engelsk og stammer fra Wikidata hvor navnet endnu ikke findes på dansk.